# 紀元前140年
紀元前140年（きげんぜん140ねん）は、ローマ暦の年である。

## 他の紀年法
- 干支 : 辛丑
- 日本
  - 開化天皇18年
  - 皇紀521年
- 中国
  - 前漢 : 建元元年
- 朝鮮
  - 檀紀2194年
- 仏滅紀元 : 405年
- ユダヤ暦 : 3621年 - 3622年

## できごと

### エジプト
- スキピオ・アエミリアヌスがローマの大使を連れてアレクサンドリアを訪れ、プトレマイオス8世と面会した。

### ユダヤ
- シモンがユダヤの王になった。

### アジア
- 武帝が前漢の皇帝になった。

## 誕生
- ルキウス・リキニウス・クラッスス:執政官（紀元前91年没）
- 霍去病:漢の将軍（紀元前117年没）
- 蘇武（紀元前60年没）